# غاري بيرسون
غاري بيرسون (بالإنجليزية: Gary Pearson)‏ (7 ديسمبر 1976 في المملكة المتحدة - 1 يوليو 2022) هو مدرب كرة قدم ولاعب كرة قدم بريطاني في مركزي الوسط والدفاع. لعب مع شيفيلد يونايتد ونادي يورك سيتي وويتبي تاون ‏ ونادي ستاليبريدج سيلتيك ونادي غيتزهد ودورهام سيتي ‏ وبيدلينجتون تيريرز ‏ وكروك تاون ‏ وسيهام ريد ستار ‏ وسبنيمور تاون ‏ وسبنيمور يونايتد ‏ وسندرلاند نيسان ‏ وهوردن كوليري ولفير ‏ ودارلينجتون إف سى.

## وصلات خارجية
- غاري بيرسون على موقع قاعدة بيانات كرة القدم.إي يو (الإنجليزية)
- غاري بيرسون على موقع Soccerbase.com (لاعب) (الإنجليزية)